# Saint-Étienne-de-Chigny
Saint-Étienne-de-Chigny ist eine französische Gemeinde mit 1.595 Einwohnern (Stand: 1. Januar 2022) im Département Indre-et-Loire in der Region Centre-Val de Loire; sie gehört zum Arrondissement Tours und zum Kanton Saint-Cyr-sur-Loire. Die Einwohner werden Stéphanois genannt.

## Geographie
Die Gemeinde Saint-Étienne-de-Chigny liegt an der Loire, 13 Kilometer westlich der Innenstadt von Tours. Der Fluss Bresme, ein Nebenfluss der Loire, begrenzt die Gemeinde im Osten. Umgeben wird Saint-Étienne-de-Chigny von den Nachbargemeinden Ambillou im Nordwesten und Norden, Luynes im Nordosten und Osten, Berthenay im Süden, Cinq-Mars-la-Pile im Südwesten und Westen sowie Mazières-de-Touraine im Westen und Nordwesten.

## Bevölkerungsentwicklung
| Jahr                       | 1962 | 1968 | 1975 | 1982 | 1990 | 1999 | 2006 | 2012 | 2021 |
| Einwohner                  | 735  | 692  | 607  | 846  | 1164 | 1321 | 1364 | 1442 | 1614 |
| Quellen: Cassini und INSEE |      |      |      |      |      |      |      |      |      |

## Sehenswürdigkeiten

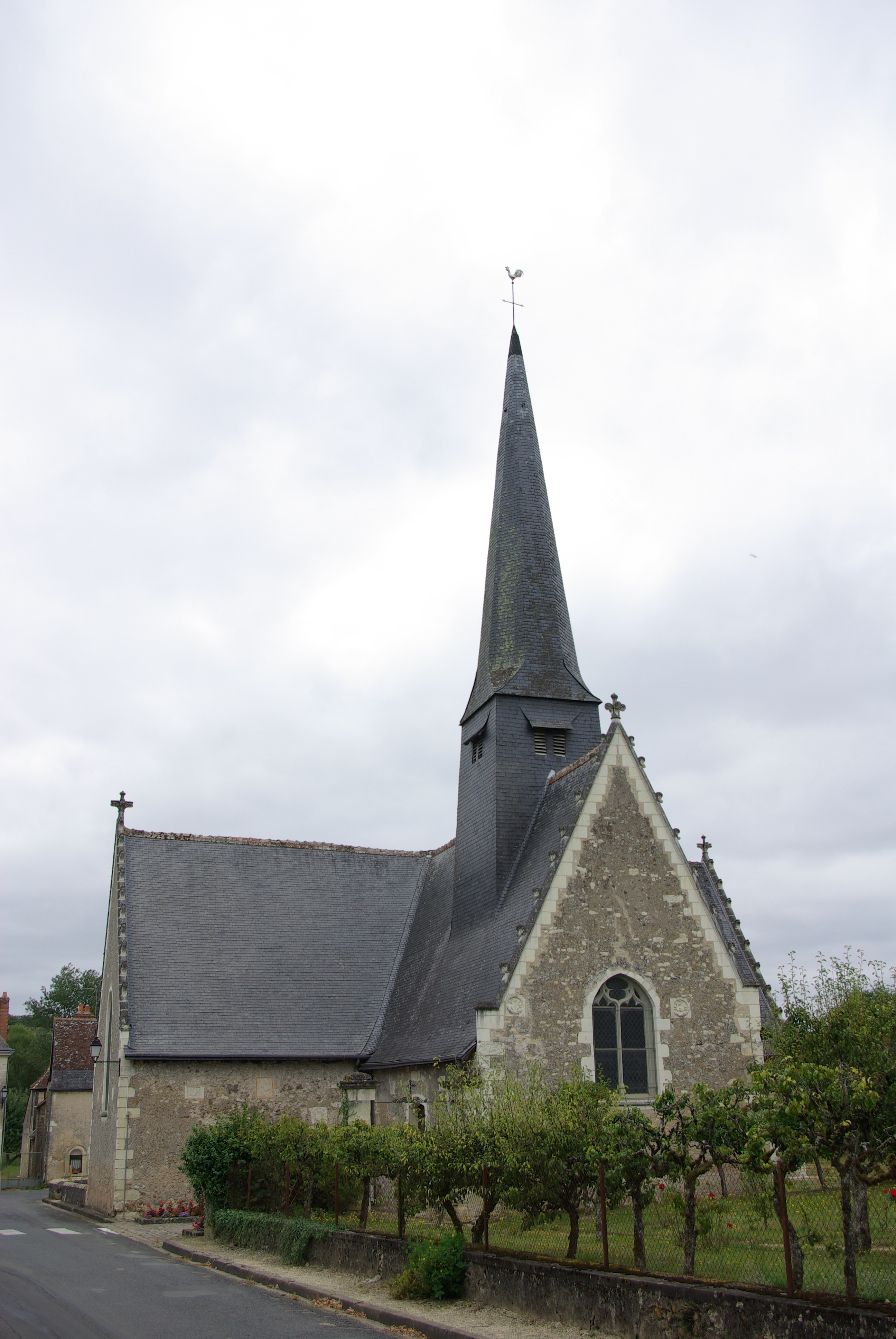
Kirche Saint-Étienne
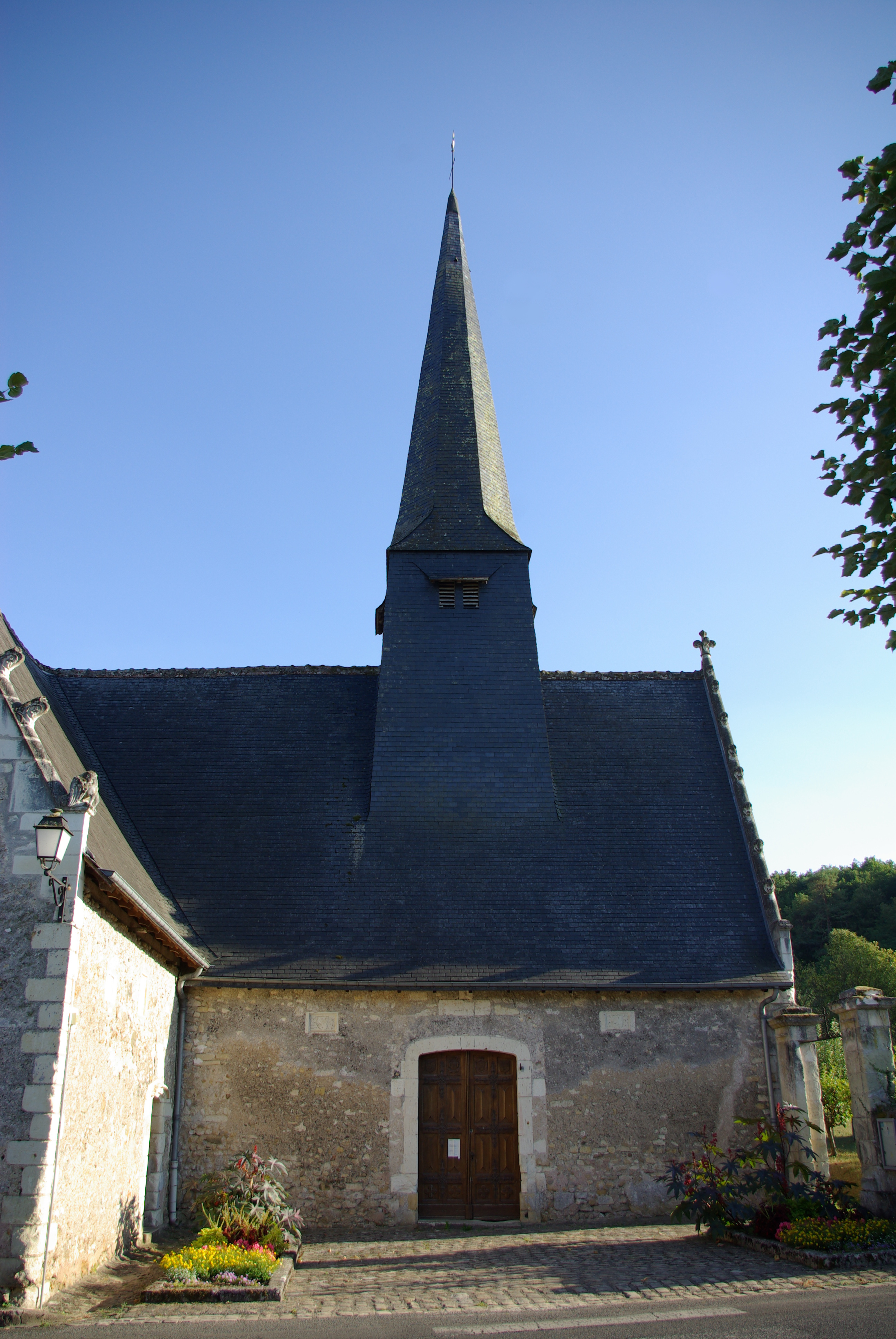
Kirche Saint-Étienne im Ortsteil Vieux-Bourg
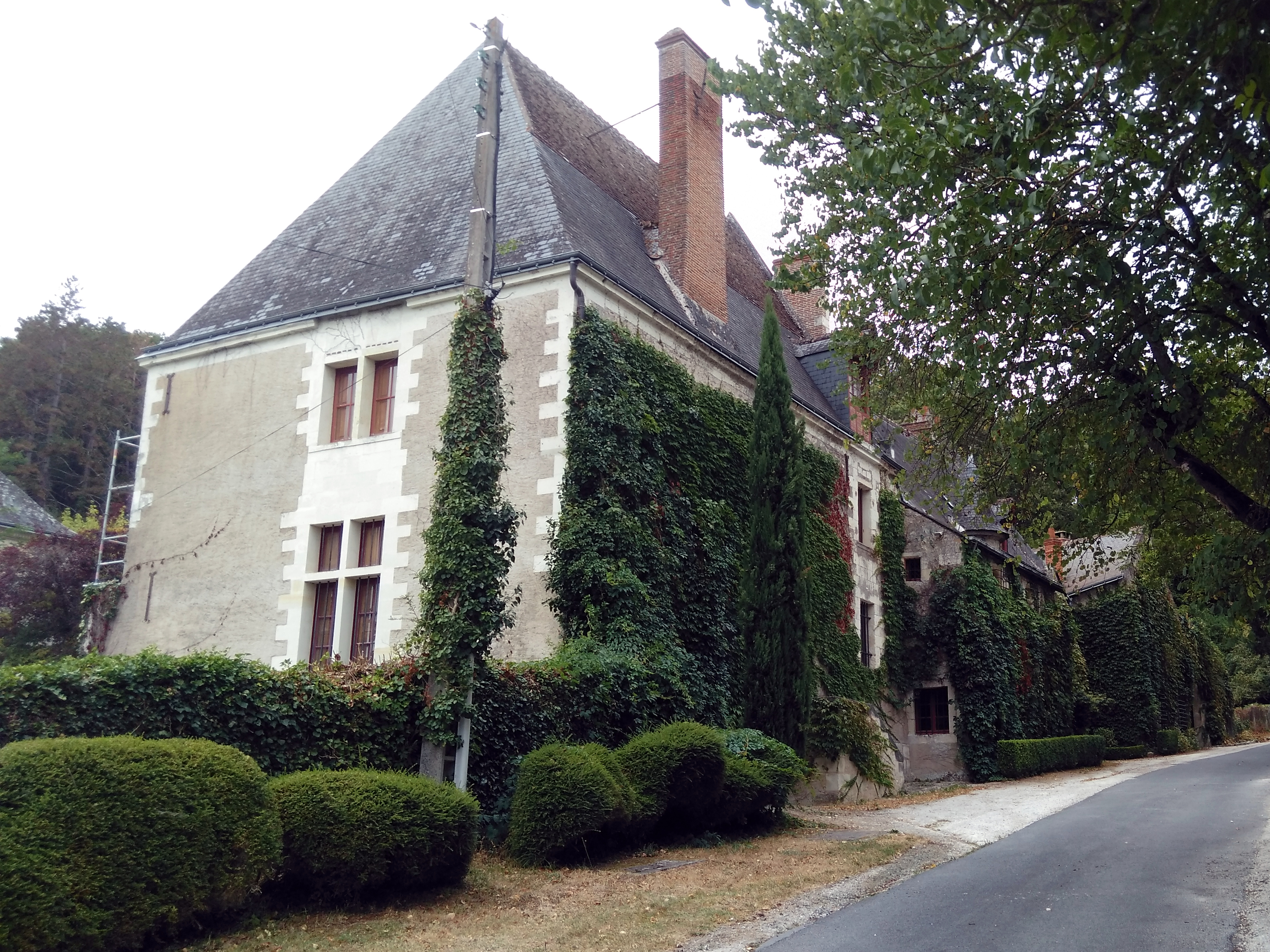
Herrenhaus Andigny
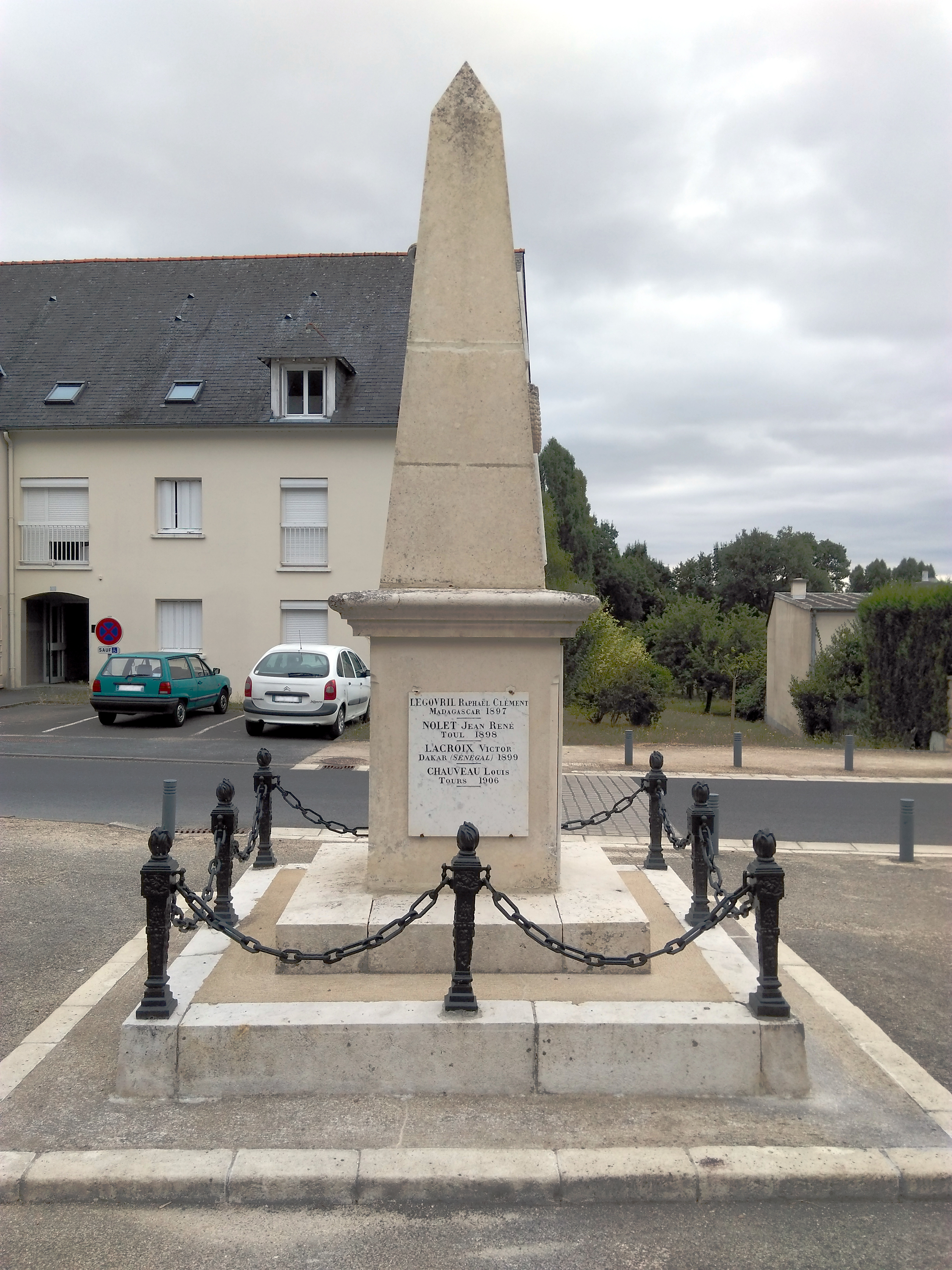
Lavoir

- Kirche Saint-Étienne
- Kirche Saint-Étienne in Vieux-Bourg
- Herrenhaus Andigny
- Gefallenendenkmal